# Maxwell Anderson

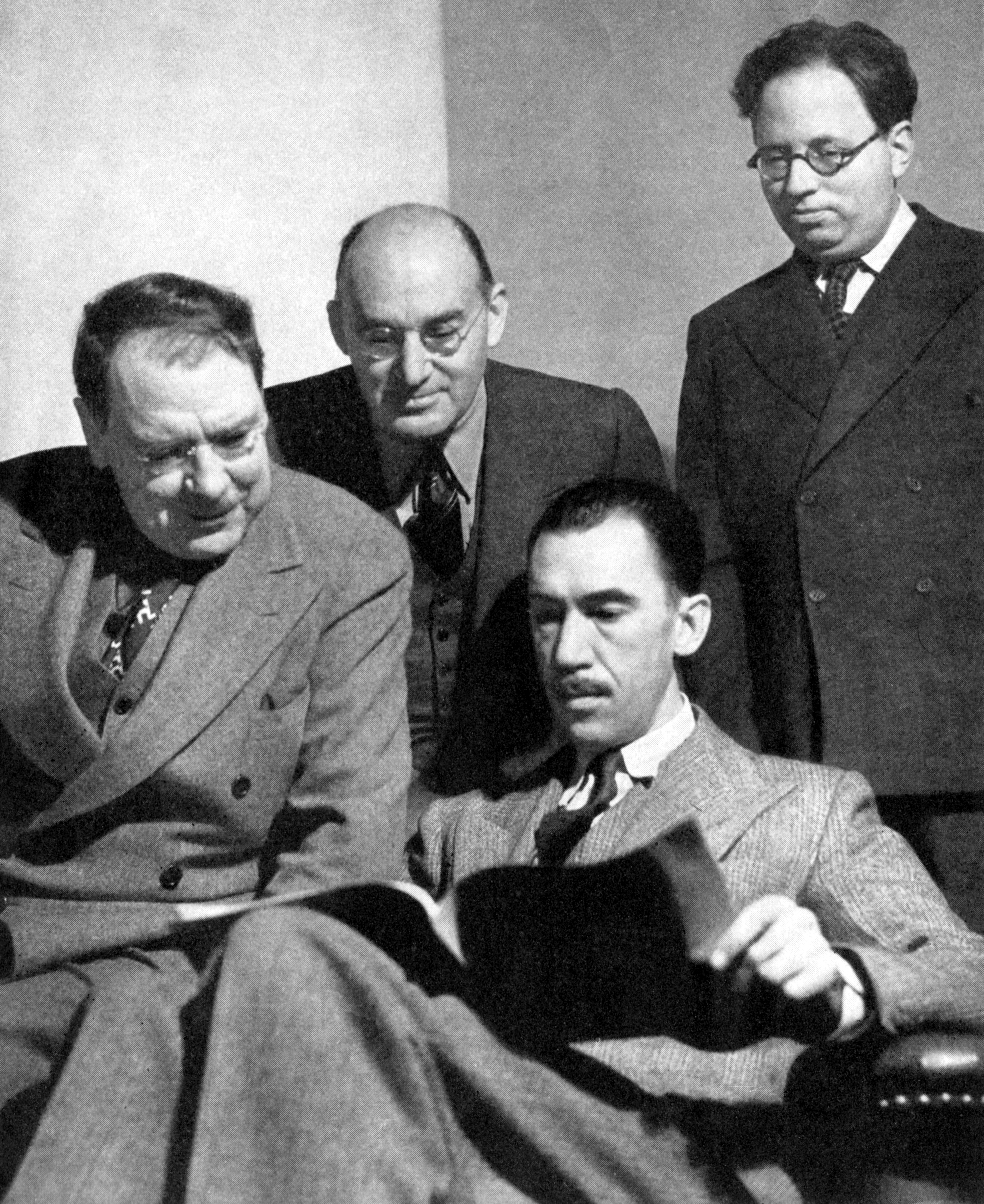
Maxwell Anderson (links)

James Maxwell Anderson (Atlantic (Pennsylvania), 15 december 1888 – Stamford (Connecticut), 28 februari 1959) was een Amerikaans toneelschrijver, auteur, dichter, journalist en liedjesschrijver. Hij was een stichtend lid van The Playwrights Company.

## Loopbaan
Anderson ontving de Pulitzer Prize in 1933 voor zijn toneelstuk Both Your Houses en twee keer de New York Drama Critics Circle Award: één keer voor Winterset (1935) en de tweede keer voor High Tor (1937). Alfred S. Rillingen zei dat, als de jaren twintig die van Eugene O'Neill waren, de jaren dertig ongetwijfeld die van Maxwell Anderson waren. Hij is ook bekend als dichter, journalist, scenarioschrijver en componist.

## Werken
- White Desert - 1923
- What Price Glory - 1924
- First Flight - 1925
- Outside looking in - 1925
- Outside Looking In - 1925
- Saturday's Children - 1927
- Gods of the Lightning - 1929 in samenwerking met de musicus Harold Hickerson)
- Gypsy (toneelstuk) - 1928
- Elizabeth the Queen - 1930
- Night Over Taos - 1932
- Both Your Houses - 1933 Pulitzer Prize voor toneel
- Mary of Scotland - 1933
- Valley Forge - 1934
- Winterset (toneelstuk) - 1935 New York Drama Critics Circle Award (1e editie)
- The Masque of Kings - 1936
- The Wingless Victory - 1936
- Star-Wagon - 1937
- High Tor - 1937 New York Drama Critics Circle Award
- The Feast of Ortolans - 1937
- Knickerbocker Holiday - 1938 (tekst en muziek)
- Second Overture - 1938
- Key Largo - 1939
- Journey to Jerusalem - 1940
- Candle in the Wind - 1941
- The Miracle of the Danube - 1941
- The Eve of St. Mark - 1942
- Your Navy - 1942
- Storm Operation - 1944
- Letter to Jackie - 1944
- Truckline Cafe - 1946
- Joan of Lorraine - 1946
- Anne of the Thousand Days - 1948
- Lost in the Stars - 1949
- Barefoot in Athens - 1951
- The Bad Seed - 1954
- High Tor - 1956
- The Day the Money Stopped - 1958 (geschreven samen met Brendan Gill)
- The Golden Six - 1958

- Bibsys: 90568456
- Biblioteca Nacional de España: XX871695
- Bibliothèque nationale de France: cb12383728n (data)
- CiNii: DA0495785X
- Gemeinsame Normdatei: 118645145
- International Standard Name Identifier: 0000 0001 0879 8035
- Library of Congress Control Number: n50021938
- Nationale Bibliotheek van Letland: 000321855
- MusicBrainz: f8688b5e-874d-4dee-8366-e9da3eef0186
- Bibliotheek van het Japanse parlement: 001162047
- Nationale Bibliotheek van Tsjechië: jn20000600203
- Nationale bibliotheek van Australië: 35006603
- Nationale Bibliotheek van Israël: 987007257725305171
- Nederlandse Thesaurus van Auteursnamen: 068442084
- Istituto Centrale per il Catalogo Unico: VEAV475544
- LIBRIS: 231357
- SNAC: w6sf2wng
- Système universitaire de documentation: 032896743
- Trove: 787146
- Virtual International Authority File: 24683691
- WorldCat: E39PBJpV4j4p7Q9bthmMBbTGpP